# Declan Ganley
Declan James Ganley (ur. 23 lipca 1968 w Watford) – irlandzki przedsiębiorca i aktywista polityczny.

## Życie prywatne
Wychowywał się w irlandzkiej rodzinie w Londynie. W wieku 13 lat powrócił wraz z rodziną do Irlandii. Żona Declana, Delia Ganley jest Amerykanką polskiego pochodzenia. Jej dziadek służył w polskim legionie austriackiej armii w czasie I wojny światowej.

## Działalność handlowa
Prowadził interesy w Albanii, Iraku i Rosji m.in. w branży drzewnej (Kipelova). Następnie już na terenie UE w branży telekomunikacyjnej (Broadnet). Obecnie jest prezesem firmy „Rivada Networks”, specjalizującej się w wojskowych systemach telekomunikacyjnych. Firma ściśle współpracuje z armią Stanów Zjednoczonych.

## Działalność polityczna
Declan Ganley jest założycielem pierwszego paneuropejskiego stowarzyszenia politycznego o nazwie Libertas.
Głośny stał się jego sprzeciw wobec traktatu lizbońskiego. Zorganizował i wsparł finansowo irlandzką kampanię sprzeciwu wobec traktatu. Według irlandzkiej Komisji Referendalnej grupa Ganleya wydała na kampanię najwięcej ze wszystkich irlandzkich organizacji – około 1,3 miliona euro. Członkowie Libertas rozdali 2 miliony broszur, w tym książeczki z traktatem lizbońskim. W referendum w 2008 Irlandczycy odrzucili traktat. 14 marca 2009 Ganley ogłosił, że będzie kandydował do Parlamentu Europejskiego z list Libertas w północno-zachodniej Irlandii.
Ugrupowanie Ganleya wystartowało w wyborach do Parlamentu Europejskiego w 2009 r. w większości krajów Unii Europejskiej, także w Polsce.
1 lutego 2009 Ganley wziął udział w konferencji w Warszawie, której celem było zawiązanie komitetu do przeprowadzenia referendum i zmiany polskiego prawa w taki sposób, by wszelkie traktaty międzynarodowe (także Traktat Lizboński) wymagały zgody społeczeństwa wyrażonej w referendum. Ostatecznie, do koalicji Libertas Polska weszły LPR, Naprzód Polsko-Piast oraz poszczególni politycy PO, PiS oraz Partii Regionów.
Od 1 maja Ganley podróżował po Europie, wspierając lokalne oddziały Libertas. Spotykał się z ich liderami, a także wieloma znanymi politykami, m.in. z Lechem Wałęsą.

### Wycofanie się z polityki
Na Declana Ganleya oddano ok. 67 tys. głosów, co nie pozwoliło mu uzyskać mandatu do Parlamentu Europejskiego. Lepsze wyniki uzyskało 3 kandydatów – Marian Harkin (kandydatka niezależna) oraz dwóch kandydatów z ramienia partii Fianna Fáil – Pat Gallagher oraz Jim Higgins, którzy zdobyli mandaty do Parlamentu Europejskiego. Po wysuniętym przez Declana Ganleya zażądaniu ponownego przeliczenia głosów, okazało się, że uzyskał on o 3 tys. głosów mniej, niż wynikało by to z początkowego szacowania.
Po przegranych wyborach do Parlamentu Europejskiego Declan Ganley uznał, że poniósł porażkę i ogłosił, że wycofuje się z życia politycznego.
Zapowiedział również zaangażowanie się w planowane na jesień 2009 roku drugie irlandzkie referendum ws. Traktatu. W kwestii dalszego istnienia partii Libertas zapowiedział przeprowadzenie konsultacji z aktywistami tej partii w innych krajach.